# إين مين لو أنا
إين مين لو أنا هو ملك سومري وأحد ملوك سلالة باد-تيبيرا حسب قائمة الملوك السومريين، وهو أطول ملك حكم على الأرض حسب قائمة الملوك السومريين، التي تقول بأنه حكم لمدة 43 ألف سنة.